# Eunhaengseonhwa-dong
Eunhaengseonhwa-dong (koreanska: 은행선화동) är en stadsdel i staden Daejeon i den centrala delen av Sydkorea, 140 km söder om huvudstaden Seoul.  Den ligger i stadsdistriktet Jung-gu.